# 阿都拉阿末
丹斯里阿都拉阿末（1933年7月4日—2016年6月12日）是马来西亚政治人物、记者、《新海峡时报》前总编辑。他被称为‘多拉格拉那’（Dollah Kok Lanas）或DKL，以与第五任首相阿都拉·巴达威的名字作区别。阿都拉阿末在敦阿都拉萨和马哈迪·莫哈末掌政的年代极具影响力。
2016年6月12日下午1时15分，阿都拉阿末在吉隆坡班台专科医院因癌症与世长辞，享年83岁。

## 政治生涯
阿都拉阿末于25岁留美回国后开始担任吉兰丹州巫统格拉那区部主席及敦阿都拉萨的特别助理。
1974年8月，他在大选中选为马樟区国会议员后，就受委为首相署副部长至1976年。
从1962年至1976年，他担任敦阿都拉萨的政治秘书长达14年。
1986年，在首相马哈迪·莫哈末的安排下，阿都拉阿末在格拉那国会选区上阵报捷，直至1990年。
1990年大选，阿都拉阿末落败，然而之后他被马哈迪委任到纽约担任联合国专员长达2年。1996年至2000年担任大马驻美国特使。

## 个人生活

### 家庭
阿都拉阿末与妻子法乌莎育（Fauzah Mohamad Darus）育有3名子女。1969年2月22日，时任副首相敦阿都拉萨特别在国会宴会厅庆贺他新婚，这是国会唯一一次准许婚礼在国会里举行。

### 学历
阿都拉阿末曾在剑桥大学、哈佛大学留学，1990年代，他在马来亚大学修读博士，却因为被派驻到联合国而没有完成学业。

## 荣誉
- 马来西亚
  -  王室效忠勋章 (P.S.M.) - 丹斯里 (Tan Sri)

## 著作
- 《马哈迪致给世界领袖的信函》第一册及第二册
- 《与东姑阿都拉曼的对话》